# Tobna

Situation des villes romaines en Afrique du Nord

Tobna ou Thubunae est une ancienne ville située dans la commune de Barika, dans la wilaya de Batna, au Nord-est de l'Algérie.
Tobna figurait parmi les villes les plus importantes de la région du Zab à la période romaine puis au début de la période islamique. Elle disparaît toutefois à partir du XIe siècle.

## Toponymie
Le nom antique de la ville est Tubunae. À l'époque romaine, la ville portait le nom de Tobuna ou Tubonis, selon une inscription retrouvée dans la région.
Le nom Tobna était utilisé au Moyen Age. Ce mot semble provenir d'un verbe berbère, attesté en touareg, benew, « être de couleur bleu, bleuet », avec une forme d'intensif, tabenew, être habituellement bleu, bleuet.

## Localisation
Le site archéologique de Tobna est situé dans la daïra de Barika, dans la wilaya de Batna, à l’est de la RN-70 sur les limites administratives des deux communes de Barika et Bitam.
La ville historique du Maghreb central, est située au Nord-est de l’Algérie, à 4 km au Sud de l’actuelle Barika. Placée entre l’extrémité est du Chott el Hodna et les Monts du Belezma,  elle était située au bord de l'oued Bitam, qui fertilisait ses terres, dans le Zab historique.

## Histoire

### Période antique
Les Romains ont édifié là la ville de Thubunae, qui devient municipe à l’époque de Septime Sévère, et qui se dote d’une citadelle pour se protéger des incursions des nomades.
Les Byzantins le fortifieront, en construisant notamment un fort dont il reste des vestiges. Elle devient à cette période un chef-lieu de district. En 427, le comte Boniface y séjournait au cours duquel il a eu un entretien avec Saint Augustin.

### Période islamique
Au début du VIIIe siècle, Tobna passe sous domination musulmane et devient le siège du Gouverneur. Cette ville joue un rôle essentiel aux VIIIe et IXe siècles dans le contrôle des zones comprenant les provinces anciennes de Numidie et de Maurétanie sétifienne. Au Moyen Âge, la ville était la capitale du Zab et une des plus grandes villes de la route ancienne de Kairouan à Sijilmassa. Les nouveaux conquérants en font un chef-lieu en 771 dont dépendent les villes de Baghaï, Biskra, Téhuda, Mila, N'Gaous, et Belezma.
Le gouverneur d'origine arabe Muhalabide Omar Abou Hafs au service du calife Abbasside y fut assiégé par  Abou Qurra et son armée composée de la coalition Kharidjite. Les troupes arabes ne durent leur salut qu'à la vénalité du chef, qui pour 40 000 dirhams, éloigna ses troupes qui formaient le plus gros contingent d'assaillants.
Tobna acquit une grande importance stratégique. Dotée d’une garnison (djund), renforcée de nouvelles murailles, elle constituait le plus sûr soutien du pouvoir central, réprimant les révoltes, résistant aux Berbères kharidjites. C’est de Tobna qu’Ibrahim ibn al-Aghlab, son gouverneur, partit pour conquérir le pouvoir en Ifriqiya et fonder la dynastie aghlabide. C'était une ville multilingue. On parlait afarik, grec, amazigh, arabe, persan.
Vers 901-902, les Kutama écrasent les forces aghlabides dans le Sud-Constantinois, d’y enlever les forteresses de Belezma et de Tobna. Par la suite, la ville appartient au pouvoir fatimide, puis ziride et hammadide.
L'historien arabe al-Bakri le décrit : « Tobna est entourée d'une muraille en briques et possède quelques faubourgs et un château, se voient un djamé (mosquée) et un grand réservoir qui reçoit les eaux de la rivière de Tobna et qui fournit l'arrosage des jardins appartenant à la ville. ». Selon lui, le grand mur, le château et la grande mosquée de la ville de Tobna ont été construits par ordre du calife Abbasside Al-Mansur Abou d'Douanic dit Abou Jaffar al-Mansur.
La ville comporte un château, décrit par Mohamed ibn Yousef : « Le château de Tobna, énorme édifice de construction ancienne, est bâti en pierre et couronné par un grand nombre de chambres voûtées ; il sert de logements aux officiers qui administrent la province ... Tobna a plusieurs portes Bab Khacan, beau monument construit en pierre, avec une porte de fer ; Bab El Feth (« porte de la victoire »), situé dans la partie occidentale de la ville et se fermant aussi par une porte en fer ; une rue, dont les deux côtés sont bordés de maisons, s'étend à travers la ville d'une de ces portes à l'autre ; Bab Téhuda, qui regarde le midi, est aussi en fer et offre un aspect imposant. Bab el-Djedid (« la porte neuve ») et Bab Ketama sont situés au nord de la ville ... on y voit beaucoup de bazars. ».
Avec le déplacement vers l’Ouest du centre de gravité que représente les Omeyyades de Cordoue et pour contenir les menaces des tribus zénètes Maghraouas, le pouvoir s’appuie préférentiellement sur une place forte créée plus à l’Ouest, M'Sila, à laquelle Ṭobna est rattachée. Tobna contribua à son édification et à son peuplement comme elle le fera plus tard pour Achir. La ville perdit de son rayonnement, mais conserva un rôle militaire.
Au milieu du XIe siècle, l’arrivée des Hilaliens porte un coup décisif à sa prospérité. Dès lors, le ville ne put jamais se relever. Son importance diminue au profit de Biskra, et elle ne tarde pas à disparaître complètement.

## Le site archéologique
Le site de Tobna renferme des ruines romaines et islamiques. Le site est classé en 1950 et porté sur la liste du patrimoine national en janvier 1968.
Les ruines sont étendues, il n'existe pas de monuments, mais sur plusieurs dizaines d'hectares, le sol est jonché de débris de poteries. Au fond, se situe une butte, soutenue par des murs de grosses pierres taillées, qui devaient être ceux d'une citadelle byzantine. 
Le Centre national de recherche en archéologie a inscrit en 2019 une importante opération de fouilles et de publication des travaux effectués. Les fouilles archéologiques ont révélé que le site de Tobna s’étend sur 278 hectares et non pas sur les 76 hectares le délimitant lors de son classement initial. Un dossier de reclassement a été présenté à la commission nationale.